# 原ちとせ
原 ちとせ（はら ちとせ、1977年4月21日 - ）は、日本のAV女優。ダイアナプロダクション所属。

## 略歴・人物
東京都出身。2015年1月、アダルトビデオメーカー・マドンナの専属女優としてデビューした熟女系AV女優。
趣味・特技は料理、ドライブ。

## 出演作品

### アダルトDVD
2015年
- マドンナ専属デビュー 初撮り本物人妻 AV出演ドキュメント 原ちとせ（1月7日、マドンナ）
- マドンナ専属 人妻第二弾!! 今日もまた、私は義父に抱かれるのでしょうか…。（2月7日、マドンナ）
- Madonna専属女優が卑猥に語らう 人妻女教師 恥じらい淫語 5時限目は生徒たちの前で…（3月7日、マドンナ）
- 人妻囮捜査痴漢電車 〜肉体に潜む歪んだ欲望を暴かれて〜（4月7日、マドンナ）
- 親父の女（5月7日、マドンナ）
- 綺麗な叔母さんが僕のアパートに泊まりに来て…（6月7日、マドンナ）
- 隣人を密かに愛して…。（7月7日、マドンナ）
- 遺産相続レズビアン 〜絡まり合う女の欲望と陰毛〜（8月7日、マドンナ）共演:北条麻妃
- あなた、許して…。 -秘密の情事-（9月7日、アタッカーズ）
- 謝礼交際 人妻・ちとせ（9月23日、S級素人）
- 人妻女教師 狙われた放課後（10月7日、アタッカーズ）
- あなたに愛されたくて。（11月7日、アタッカーズ）
- 丸ごと! 原ちとせ8時間 〜マドンナ出演全セックスを詰め込んだ初総集編!!〜（11月7日、マドンナ）※総集編
- 女教師輪姦 生徒たちの標的（12月7日、アタッカーズ）

2016年
- 貴方だけを見つめ続ける 淫語中出しソープ（1月1日、Fitch）
- 脱獄者（1月7日、アタッカーズ）
- 未亡人の柔肌 8（2月7日、アタッカーズ）
- 湯けむり近親相姦 母子入浴交尾（3月1日、ヴィーナス）
- 母子姦 末っ子を溺愛しすぎる母（3月3日、グローリークエスト）
- 奴隷ソープに堕とされた女教師 5（3月7日、アタッカーズ）
- 皆のねとられ投稿話を再現します ウチの妻が九州から来た親戚に寝盗られました T京都N馬区在住HKさんからの投稿話（3月7日、JET映像）
- 彼女の母（3月10日、センタービレッジ）
- M女淫乱覚醒調教倶楽部 〜プロファイルNo.002肉体覚醒調教妻 ちとせ〜（3月13日、AVS Collector's）
- 美人魔女 bijin-majo 92 ちとせ(36)（3月13日、美人魔女）
- インテリ眼鏡の僕のママ 3（3月13日、セレブの友）
- 取りインストール 狙われた主婦・加奈恵（4月7日、アタッカーズ）
- 淫ら義母の誘惑（4月13日、セレブの友）
- 母のよがり我慢 夫が寝ている横で息子の性技に溺れる二重性活（4月25日、グローバルメディアエンタテインメント）
- 男を惑わす魔性のマドンナの抜群スタイルをぶっ壊れるまで生で犯し抜く激情中出し連続SEX!!（5月13日、Red Cat）
- 溢れる愛液。煌めく汗。雪止まらない痙攣。（5月19日、TEPPAN）
- ハーレム一夫多妻special 〜綺麗なお姉様は全員アナタの奥さん〜（5月25日、痴女ヘブン）共演:篠田あゆみ、KAORI、三浦恵理子、たかせ由奈
- 母の友人（5月25日、マドンナ）
- 義理の息子の肉棒を騎乗位で咥えこむ…（5月26日、ヒビノ）
- 人妻中出しランジェリー（6月3日、光夜蝶）
- 工場長夫人の湿ったパンスト 夫を守るための淫ら（6月7日、アタッカーズ）
- 同級生の悪ショタに犯されて（6月13日、MOODYZ）
- 恥辱に濡れた、ランジェリー。（6月25日、マドンナ）
- 午後三時の団地妻（7月7日、アタッカーズ）
- 童貞くんと中出し不倫♥（7月13日、ANNEX(無言)）
- わがままを30発飲み干すちとせママ（7月19日、エムズビデオグループ）
- 淫乱団地妻 他人棒でトロトロになった妻からの淫乱ビデオレター（7月19日、乱丸）
- 夜這いされ喘ぎ声を我慢しながら旦那の横で中出しまでされる人妻 4（7月21日、グローリークエスト）他出演:佐々木あき、華月さくら、卯水咲流、浅井舞香
- 嫁の母（7月25日、マドンナ）共演:小田エリナ
- 未亡人女将の柔肌（9月7日、アタッカーズ）
- ザ☆ブーツ痴女 手コキ男犯 連射・男の潮吹き・尿道・亀頭・睾丸責め（9月7日、MEGAMI）他出演:羽田璃子、羽生ありさ、神ユキ
- 欲求不満の人妻たちが通うヌードデッサン教室（9月9日、BAZOOKA）共演:吹石れな、水野朝陽、羽田璃子
- 生中出し若妻ナンパ! 21（9月9日、S級素人）他出演:吹石れな、羽田璃子、倉馬ちよ
- 完全撮り下ろし 鉄板女優さんの好きなように手コキして下さい。（9月19日、TEPPAN）他出演:佐々木あき、愛咲れいら、大島美緒、艶堂しほり、春川せせら、サリー、紗藤まゆ、美咲かんな、荻野舞、椎名そら、月島ななこ、尾上若葉、涼川絢音、神木優愛、篠田ゆう、相原翼、双葉ゆきな、MIRANO、長谷川夏樹、吹石れな、さくらみゆき、西川ゆい、あやね遥菜、あゆな虹恋、星空キラリ、伊東真緒、水野朝陽、あかね杏珠、稲村ひかり
- マッドネス 〜狂気の女〜（9月19日、AMEDIA）
- 公開縄処刑 VIPの妻・沙希（10月7日、アタッカーズ）
- 私の究極の玩具になって（10月7日、MEGAMI）

## リンク
- 原ちとせ　所属事務所 - ウェイバックマシン（2011年10月10日アーカイブ分）

| スタブアイコン | サブスタブ | この項目は、まだ閲覧者の調べものの参照としては役立たない、性風俗関係者に関連した書きかけの項目です。この項目を加筆・訂正などしてくださる協力者を求めています（P:性/PJ:性）。 |